# Blooming Blue
Blooming Blue è il terzo EP della cantante e ballerina sudcoreana Chungha, pubblicato il 18 luglio 2018 dalla MNH Entertainment.

## Tracce
1. BB – 1:17 (musica: Vincenzo, Fuxxy, Any Masingga)
2. Love U – 3:10 (Iggy (Oreo), Cino (Oreo), Uh-kim (Oreo))
3. Cherry Kisses – 3:14 (testo: Vincenzo, Coach & Sendo, Anne Judith Wik, Nermin Harambasic, Ronny Vidar Svendsen – musica: Coach & Sendo, Anne Judith Wik, Nermin Harambasic, Ronny Vidar Svendsen)
4. Drive – 3:16 (Vincenzo, Fuxxy, Any Masingga)
5. From Now On – 3:29 (Baek Ye-rin)

## Classifiche
| Classifica (2018) | Posizione massima |
| ----------------- | ----------------- |
| Corea del Sud     | 9                 |